# Versão do diretor
A versão do diretor ou corte do diretor (do inglês, director's cut) é uma versão editada de um filme (ou jogo eletrônico, episódio de televisão, videoclipe ou comercial) que supostamente representa a edição aprovada pelo próprio diretor em contraste com o lançamento nos cinemas. "Versão" ou "corte" refere-se explicitamente ao processo de edição de filmes e jogos; na preparação de um filme para lançamento, a versão do diretor é precedida pela montagem e pelo corte bruto do editor e geralmente seguida pelo corte final destinado ao lançamento público do filme e do jogo.
As versões do diretor de um filme geralmente não são liberadas para o público porque, na maioria dos filmes, o diretor não tem o privilégio do corte final (final cut). Aqueles que têm dinheiro investido no filme, como as empresas de produção, os distribuidores ou os estúdios, podem fazer alterações para tornar o filme mais lucrativo nas bilheterias. Isso, às vezes, significa um final mais feliz ou menos ambíguo, ou a exclusão de cenas que teriam uma classificação mais restritiva para o público, mas, na maioria das vezes, significa que o filme é simplesmente encurtado para proporcionar mais exibições por dia.
Com o surgimento do vídeo doméstico, a frase passou a ser usada de forma mais genérica como termo de marketing (incluindo mídias como histórias em quadrinhos e álbuns de música, sendo que nenhum deles tem diretores), e a forma mais comum de versão do diretor é um corte em que cenas e personagens extras são adicionados, muitas vezes tornando a versão do diretor consideravelmente mais longa do que a versão final.

## Origem do termo
Tradicionalmente, a "versão do diretor" não é, por definição, a versão ideal ou preferida do diretor. O processo de edição de um filme é dividido em etapas: a primeira é a montagem/corte bruto, em que todas as tomadas selecionadas são reunidas na ordem em que devem aparecer no filme. Em seguida, a versão do editor é reduzida a partir do corte bruto; o editor pode ser orientado por suas próprias escolhas ou por notas do diretor ou dos produtores. Por fim, chega-se ao corte final, que é de fato lançado ou transmitido. Entre a versão do editor e a versão final, pode haver uma série de cortes finos, inclusive a versão do diretor. A versão do diretor pode incluir tomadas insatisfatórias, uma trilha sonora preliminar, a falta de refilmagens (pick-ups) desejadas etc., que o diretor não gostaria que fossem exibidas, mas usa como um espaço reservado até que substituições satisfatórias possam ser inseridas. Ainda é assim que o termo é usado no setor cinematográfico, bem como em comerciais, televisão e vídeos musicais.

## Início
A tendência de lançar cortes alternativos de filmes por motivos artísticos tornou-se proeminente na década de 1970; em 1974, a "versão do diretor" de Meu Ódio Será Sua Herança foi exibida nos cinemas de Los Angeles para um público com ingressos esgotados. O lançamento do filme nos cinemas havia cortado 10 minutos para obter a classificação R, mas esse corte foi aclamado como superior e agora se tornou o definitivo. Outros exemplos antigos incluem os dois primeiros filmes de George Lucas que foram relançados após o sucesso de Guerra nas Estrelas, em cortes que se assemelhavam mais à sua visão, ou Peter Bogdanovich que refez o A Última Sessão de Cinema várias vezes. Charlie Chaplin também relançou todos os seus filmes na década de 1970, vários dos quais foram recortados (o relançamento de Em Busca do Ouro de Chaplin na década de 1940 é quase certamente o exemplo mais antigo e proeminente de um filme recortado pelo diretor sendo lançado ao público). Um relançamento teatral de Contatos Imediatos de Terceiro Grau usou a frase "Edição Especial" para descrever um corte mais próximo da intenção de Spielberg, mas com um final comprometido exigido pelo estúdio.
Com o crescimento do setor de vídeo doméstico no início da década de 1980, às vezes eram criados lançamentos de versões do diretor para o pequeno, mas dedicado, mercado de fãs cult. O canal a cabo Z Channel, de Los Angeles, também é citado como importante na popularização dos cortes alternativos. Os primeiros exemplos de filmes lançados dessa maneira incluem O Portal do Paraíso, de Michael Cimino, em que um corte mais longo foi retirado dos cinemas, mas posteriormente exibido na TV a cabo e, por fim, lançado em vídeo doméstico; Aliens O Resgate, de James Cameron, em que um lançamento em vídeo restaurou 20 minutos que o estúdio insistiu em cortar; O Segredo do Abismo, de James Cameron, que voluntariamente fez cortes na versão teatral por questões de ritmo, mas os restaurou para um lançamento em vídeo e, o mais famoso, Blade Runner, de Ridley Scott, em que uma versão alternativa foi lançada para aclamação dos fãs, resultando, por fim, na recorte de 1992. Posteriormente, Scott recortou o filme mais uma vez, lançando uma versão apelidada de "The Final Cut" em 2007. Esse foi o último corte e o primeiro em que Scott manteve o controle criativo sobre o produto final, fazendo com que The Final Cut fosse considerado a versão definitiva do filme.

## Críticas
Quando os distribuidores descobriram que os consumidores comprariam versões alternativas dos filmes, tornou-se comum que os filmes recebessem vários lançamentos. Não há padronização para a rotulagem, o que leva às chamadas "versões do diretor" dos filmes, apesar de o diretor preferir a versão lançada nos cinemas, ou quando o diretor teve o privilégio do corte final. Esses cortes geralmente foram montados simplesmente restaurando cenas excluídas, às vezes acrescentando até meia hora à duração do filme, sem levar em conta o ritmo e a narrativa.
Como resultado, a "versão do diretor" é frequentemente considerada uma mistura, com uma parcela igual de apoiadores e detratores (incluindo Peter Jackson e James Cameron para o último; cada um preferindo as frases "edição especial" e "estendida"). Roger Ebert aprovou o uso do rótulo em filmes malsucedidos que foram adulterados pelos executivos do estúdio, como o corte original de Era uma Vez na América, de Sergio Leone, e a versão teatral de sucesso moderado de Demolidor, que foram alterados por interferência do estúdio para seu lançamento nos cinemas. Outras versões do diretor bem recebidas incluem Cruzada, de Ridley Scott (com a revista Empire afirmando que: "Os 45 minutos adicionais na versão do diretor são como as peças que faltam em um quebra-cabeça bonito, mas incompleto"), ou Pat Garrett & Billy the Kid, de Sam Peckinpah, em que a versão restaurada de 115 minutos está mais próxima da intenção do diretor do que a versão teatral de 105 minutos (a versão real do diretor era de 122 minutos; nunca foi concluída para a satisfação de Peckinpah, mas foi usada como guia para a restauração que foi feita após sua morte).
Às vezes, o termo é usado como uma estratégia de marketing. Por exemplo, Ridley Scott afirma na trilha de comentários do diretor de Alien que a versão original para os cinemas era sua "versão do diretor" e que a nova versão foi lançada como uma jogada de marketing. O diretor Peter Bogdanovich, que também não é estranho às versões do diretor, cita Rio Vermelho como um exemplo em que
A MGM tem uma versão do filme Red River, de Howard Hawks, que eles estão chamando de versão do diretor e não é absolutamente a versão do diretor. É um corte que o diretor não queria, um corte anterior que foi descartado. Eles presumem que, por ser mais longo, é uma versão do diretor. Capra cortou dois rolos de Lost Horizon porque não funcionou e depois alguém tentou colocá-lo de volta. Certamente há erros e estupidez na reconstrução de filmes.
Em alguns casos, como Picnic na Montanha Misteriosa, de Peter Weir, Jornada nas Estrelas: O Filme, de Robert Wise, A Morte de um Bookmaker Chinês, de John Cassavetes, Lili, Minha Adorável Espiã, de Blake Edwards, Rocky IV, de Sylvester Stallone, e The Godfather Coda, de Francis Ford Coppola, as alterações feitas na versão do diretor resultaram em uma duração muito semelhante ou em uma versão mais curta e compacta. Isso geralmente acontece quando um distribuidor insiste que um filme seja concluído para cumprir uma data de lançamento, mas às vezes é o resultado da remoção de cenas que o distribuidor insistiu em inserir, em vez de restaurar cenas que eles insistiram em cortar.
Outra maneira pela qual as versões do diretor lançadas podem ser comprometidas é quando os diretores nunca tiveram permissão para filmar sua visão e, portanto, quando o filme é recortado, eles precisam se contentar com a filmagem existente. Exemplos disso incluem Papai Noel às Avessas, de Terry Zwigoff, O Troco, de Brian Helgeland, e, mais notavelmente, a reedição de Superman II, de Richard Donner. Donner concluiu cerca de 75% das filmagens da sequência durante as filmagens do primeiro, mas foi demitido do projeto. Sua versão do diretor do filme inclui, entre outras coisas, imagens de teste de tela das estrelas Christopher Reeve e Margot Kidder, imagens usadas no primeiro filme e cenas inteiras filmadas pelo diretor substituto Richard Lester, que Donner não gostava, mas que eram necessárias para a história.

## Versões estendidas e edições especiais
Além das versões do diretor, há cortes alternativos lançados como "edições especiais" ou "cortes estendidos". Essas versões costumam ser lançadas em vídeo doméstico para os fãs e não devem ser confundidas com as "versões do diretor". Por exemplo, apesar de lançar versões estendidas de sua trilogia O Senhor dos Anéis, Peter Jackson disse à IGN em 2019 que "as versões teatrais são as versões definitivas, considero os cortes estendidos como uma novidade para os fãs que realmente querem ver o material extra".

"A definição tradicional do termo 'versão do diretor' sugere a restauração da visão original de um diretor, livre de quaisquer limitações criativas. Sugere que o cineasta finalmente superou a interferência de executivos de estúdios de mão pesada e que o filme foi restaurado à sua forma original, sem adulterações. Esse não é o caso de Alien: A versão do diretor. É uma besta completamente diferente".

—Ridley Scott
James Cameron compartilhou sentimentos semelhantes em relação às edições especiais de seus filmes: "O que eu coloco nos cinemas é a versão do diretor. Nada foi cortado que eu não quisesse. Todas as cenas extras que adicionamos são apenas um bônus para os fãs." Declarações semelhantes foram feitas por Ridley Scott para a "versão do diretor" de 2003 de Alien.
Essas versões alternativas às vezes incluem alterações nos efeitos especiais, além de edições diferentes, como nos filmes Guerra nas Estrelas, de George Lucas, e E.T.: O Extraterrestre, de Steven Spielberg.
As edições estendidas ou especiais também podem se aplicar a filmes que foram estendidos para a televisão ou cortados para preencher espaços de tempo e longos intervalos de propaganda, contra a vontade explícita do diretor, como as versões para TV de Dune (1984), The Warriors (1979), Superman (1978) e os filmes de Harry Potter.

### Exemplos de versões alternativas
A série de filmes O Senhor dos Anéis, dirigida por Peter Jackson, teve uma "Edição Estendida" lançada para cada um dos três filmes A Sociedade do Anel (2001), As Duas Torres (2002) e O Retorno do Rei (2003), com 30 minutos, 47 minutos e 51 minutos adicionais, respectivamente, de novas cenas, efeitos especiais e música, além dos créditos do fã-clube.
Batman vs Superman: A Origem da Justiça, dirigido por Zack Snyder, teve uma "Edição Definitiva", que adicionou 31 minutos de filmagem cortada para o lançamento nos cinemas e recebeu uma classificação R, lançada digitalmente em 28 de junho de 2016 e em Blu-ray em 19 de julho de 2016. A versão estendida do diretor recebeu críticas mais positivas do que o filme lançado nos cinemas.
O filme Liga da Justiça, que teve uma produção muito conturbada, foi iniciado por Snyder, que concluiu uma versão do diretor pré-pós-produção, mas teve que se afastar antes de concluir o projeto devido à morte de sua filha. Joss Whedon foi contratado pela distribuidora dos filmes, a Warner Bros., para concluir o filme, que, no entanto, foi fortemente refilmado, reeditado e lançado em 2017, com Snyder mantendo o crédito de diretor, com recepção negativa do público em geral, dos fãs e da crítica, e um fracasso de bilheteria. Após uma campanha global de fãs que contou com o apoio do diretor e de membros do elenco e da equipe, Snyder foi autorizado a retornar e concluir o projeto da forma como ele pretendia e uma versão de 4 horas do filme, chamada Liga da Justiça de Zack Snyder, com algumas cenas adicionais no final, foi lançada em 18 de março de 2021 na HBO Max, com críticas muito favoráveis e aclamação. Snyder originalmente provocou uma versão de 214 minutos do filme que deveria ser a versão teatral lançada em 2017, caso ele não se afastasse do projeto.
O filme Calígula existe em pelo menos 10 versões diferentes lançadas oficialmente, desde uma versão de edição televisiva de TV-14 (posteriormente TV-MA) de menos de 90 minutos para a televisão a cabo até uma versão pornográfica completa sem classificação que ultrapassa 3,5 horas. Acredita-se que essa seja a maior quantidade de versões distintas de um único filme. Entre os filmes de grandes estúdios, acredita-se que o recorde seja de Blade Runner; a revista Video Watchdog contou nada menos que sete versões distintas em uma edição de 1993, antes que o diretor Ridley Scott lançasse um "Final Cut" em 2007, aclamado pelos críticos, incluindo Roger Ebert, que o incluiu em sua lista de grandes filmes, O lançamento de Blade Runner: The Final Cut eleva o suposto total geral para oito versões diferentes de Blade Runner.
Após seu lançamento em DVD e Blu-ray em 2019, Animais Fantásticos: Os Crimes de Grindelwald apresentou um corte estendido com sete minutos de filmagem adicional. É a primeira vez, desde Harry Potter e a Câmara Secreta, que um filme do Mundo Bruxo tem um corte estendido.
Um exemplo animado de uma versão estendida sem a aprovação do diretor foi Twice Upon a Time, de 1983, que foi estendido para ter mais palavrões (supervisionado pelo co-roteirista e produtor Bill Couturié) em oposição ao original do codiretor John Korty.
O filme Blood Simple, dos irmãos Coen, é um dos poucos exemplos que demonstram que as versões do diretor não são necessariamente mais longas.

## Vídeos musicais
O videoclipe da música "Listen", indicada ao Oscar em 2006, interpretada por Beyoncé, recebeu uma versão do diretor por Diane Martel. Essa versão do vídeo foi posteriormente incluída no B'Day Anthology Video Album de Knowles (2007). O Linkin Park tem uma versão do diretor para seu videoclipe "Faint" (dirigido por Mark Romanek), no qual um dos membros da banda pinta com spray as palavras "En Proceso" em uma parede, assim como o Hoobastank também tem uma versão para "The Reason", de 2004, que omite a mulher que é atropelada pelo carro. O videoclipe de Britney Spears para "Gimme More", de 2007, foi lançado pela primeira vez como uma versão do diretor no iTunes, com o vídeo oficial lançado três dias depois. Muitas outras versões do diretor de videoclipes contêm conteúdo sexual que não pode ser exibido na TV, criando assim cenas alternativas, como "Hurricane", do Thirty Seconds to Mars, e, em alguns casos, vídeos alternativos, como no caso do vídeo de Spears de 2008 para "Womanizer".

## Uso ampliado na cultura pop
À medida que a tendência se tornou mais amplamente reconhecida, o termo versão do diretor passou a ser cada vez mais usado como um coloquialismo para se referir a uma versão expandida de outras coisas, incluindo videogames, música e histórias em quadrinhos. Esse uso confuso serviu apenas para reduzir ainda mais o valor artístico de uma versão do diretor, e atualmente raramente é usado dessa forma.

### Jogos eletrônicos
Para jogos eletrônicos, essas versões expandidas, também chamadas de "edições completas", terão acréscimos à jogabilidade ou modos de jogo e recursos adicionais fora da parte principal do jogo.
Como é o caso de alguns jogos de alto nível produzidos no Japão, os designers de jogos podem tomar a liberdade de revisar seu produto para o mercado internacional com recursos adicionais durante o processo de localização. Esses recursos são posteriormente adicionados de volta ao mercado nativo em um relançamento de um jogo, o que geralmente é chamado de versão internacional do jogo. Esse foi o caso das versões internacionais de Final Fantasy VII, Metal Gear Solid e Rogue Galaxy, que continham recursos adicionais (como novas configurações de dificuldade para Metal Gear Solid), resultando em versões relançadas desses respectivos jogos no Japão (Final Fantasy VII International, Metal Gear Solid: Integral e Rogue Galaxy: Versão do Diretor. No caso de Metal Gear Solid 2: Sons of Liberty e Metal Gear Solid 3: Snake Eater, as versões americanas foram lançadas primeiro, seguidas pelas versões japonesas e, depois, pelas versões européias, com cada lançamento regional oferecendo novos conteúdos não encontrados no anterior. Todo o conteúdo adicional das versões japonesa e europeia desses jogos foi incluído nas edições expandidas intituladas Metal Gear Solid 2: Substance e Metal Gear Solid 3: Subsistence.
Além disso, de forma semelhante aos filmes, eles ocasionalmente incluirão versões extras, sem censura ou alternativas de cenas, como foi o caso de Resident Evil: Code Veronica X. Em mercados com censura rigorosa, um relaxamento posterior dessas leis ocasionalmente resultará no relançamento do jogo com a etiqueta "Special/Uncut Edition" adicionada para diferenciar entre a versão originalmente lançada com censura e a atual edição sem censura.
Vários dos jogos Pokémon também receberam versões do diretor e usaram o termo "extensão", embora "remake" e "terceira versão" também sejam usados com frequência por muitos fãs. Entre eles estão Pocket Monsters: Blue (somente no Japão), Pokémon Yellow (para Pokémon Red e Green/Blue), Pokémon Crystal (para Pokémon Gold e Silver), Pokémon Emerald (para Pokémon Ruby e Sapphire), Pokémon Platinum (para Pokémon Diamond e Pearl) e Pokémon Ultra Sun e Ultra Moon.
Para seus lançamentos "versão do diretor" para PlayStation 5, os jogos Ghost of Tsushima e Death Stranding, lançados pela primeira vez para PlayStation 4, receberam recursos expandidos em ambos os jogos.

### Música
As "versões do diretor" em música raramente são lançadas. Algumas exceções incluem o álbum Bee Thousand, de 1994, do Guided by Voices, que foi relançado como uma versão do diretor em LP de vinil com três discos em 2004, e o álbum Take This to Your Grave, de 2003, do Fall Out Boy, que foi relançado como uma versão do diretor em 2005 com duas faixas extras.
Em 2011, a cantora britânica Kate Bush lançou o álbum intitulado Director's Cut. Ele é composto de músicas de seus álbuns anteriores, The Sensual World e The Red Shoes, que foram remixadas e reestruturadas, três das quais foram completamente regravadas.